# حمزة باري
حمزة باري (من مواليد 15 أكتوبر 1994 في غامبيا ) (بالإنجليزية: Hamza Barry)‏، والمعروف باسم حمزة، هو لاعب كرة قدم محترف في غامبيا يلعب مع هايدوك سبليت، حيث يلعب كلاعب خط وسط.

## الأندية التي لعب لها

### فاليتا
بعد اللعب لصالح هيئة موانئ غامبيا الأصلية، انضم باري إلى فريق فاليتا المالطي في عام 2013. في 18 أغسطس 2013 ، قدم باري أول مباراة له في فاليتا بفوزه 2-1 على موستا، حيث لعب 90 دقيقة كاملة. بعد أسابيع قليلة، سجل باري هدفه الأول في فاليتا في هزيمة 3-2 أمام هايبرنيانز، وسجل الثاني في فاليتا. في حملة 2014-2015 ، ذهب باري لتسجيل اثنتي عشرة مرة في ثمانية وعشرين مباراة في الدوري، مع هدفين ضد أربعة فرق مختلفة. في نهاية موسم اللعب 2014/15 ، تم اختيار حمزة من قبل مالطا كأفضل لاعب شاب في السنة.

#### أبولون ليماسول
في 1 يوليو 2015، بعد أن أثار إعجابه بجزيرة فاليتا، انضم باري إلى الجانب القبرصي أبولون ليماسول في صفقة مدتها عام واحد بعد رفضه لصفقة جديدة في مالطا.

##### مكابي نتانيا ( اعاره )
في 14 أغسطس 2015 ، أرسل باري على سبيل الإعارة إلى نادي ماكابي نتانيا من الدوري الإنجليزي الممتاز. في 22 أغسطس 2015 ، ظهر باري في أول مباراة له مع ماكابي نتانيا في 1-0 ضد ماكيبي بتاح تكفا، حيث لعب 90 دقيقة كاملة. في 12 سبتمبر 2015، سجل باري هدفه الأول لمكابي نتانيا في تعادل 1-1 ضد هابويل تل أبيب، مسجلاً في الدقيقة 58 بهدف التعادل مع مكابي. نظرًا لانطلاقة ماكابي نتانيا السيئة للحملة، أنهى نادي آبولون ليماسول الوالد قرض باري، مع الانتقال إلى هابويل تل أبيب. عاد إلى ه بعد أن بدأ 21 مرة وسجل مرتين لمكابي نتانيا.

###### هبوعيل تل ابيب ( اعاره )
في 3 فبراير 2016، انضم باري إلى هابويل تل أبيب على سبيل الإعارة لما تبقى من حملة 2015-2016. في 7 فبراير 2016، قدم باري أول مباراة له هابويل تل أبيب في تعادل 1-1 ضد مكابي تل أبيب، حيث لعب 90 دقيقة كاملة. استمر باري في بدء بقية مبارياته الإحدى عشر مع هبويل تل أبيب قبل عودته إلى قبرص في 30 يونيو 2016.

###### هايدوك سبليت
في 31 أغسطس 2016 ، انضم باري إلى فريق هايدوك سبليت الكرواتي، بموجب اعارة من ابولون ليماسول مع خيار الشراء في نهاية الموسم. أصبح فريقه الأول منتظماً، وكان أداءه راضيًا عن النادي، وقرر هايدوك شراء عقده بمبلغ 250 ألف يورو، وتوقيعه لمدة ثلاث سنوات أخ رى.

## إحصاءات
| النادي                   | مواسم   | الدوري            | الدوري | الدوري | النادي | النادي | اوربا | اوربا | أخرى | أخرى  | المجموع | المجموع |
| النادي                   | مواسم   | اسم الدوري        | لعب    | اهداف  | لعب    | اهداف  | لعب   | اهداف | لعب  | اهداف | لعب     | اهداف   |
| ------------------------ | ------- | ----------------- | ------ | ------ | ------ | ------ | ----- | ----- | ---- | ----- | ------- | ------- |
| فاليتا                   | 2013-14 | الدوري المالطي    | 20     | 2      | 4      | 0      | 4     | 0     | —    | —     | 28      | 2       |
| فاليتا                   | 2014-15 | الدوري المالطي    | 28     | 12     | 3      | 0      | 0     | 0     | —    | —     | 31      | 12      |
| فاليتا                   | مجموع   | مجموع             | 48     | 14     | 7      | 0      | 4     | 0     | —    | —     | 59      | 14      |
| هبوعيل تل ابيب ( اعاره ) | 2015-16 | الدوري الأسرائيلي | 21     | 2      | 3      | 1      | —     | —     | 1    | 0     | 25      | 3       |
| هبوعيل تل ابيب ( اعاره ) | 2015-16 | الدوري الأسرائيلي | 12     | 0      | 0      | 0      | —     | —     | 0    | 0     | 12      | 0       |
| المجموع                  | المجموع | المجموع           | 81     | 16     | 10     | 1      | 4     | 0     | 1    | 0     | 96      | 17      |

## روابط خارجية
- حمزة باري على موقع الاتحاد الدولي (مؤرشف)  (الإنجليزية)
- حمزة باري على موقع الاتحاد الأوربي (الإنجليزية)
- حمزة باري على موقع قاعدة بيانات كرة القدم.إي يو (الإنجليزية)
- حمزة باري على موقع ناشيونال فوتبول تيمز (الإنجليزية)
- حمزة باري على موقع Soccerway.com (الإنجليزية)